# ハーンドン
ハーンドン (Herndon) は、アメリカ合衆国のペンシルベニア州ノーサンバーランド郡にある区（バラ）。2000年現在の人口は383人。

## 地理
ハーンドンは北緯40度42分15秒、西経76度50分36秒にある。アメリカ国勢調査局によると、ハーンドンの総面積は4.6km2で、2.1 km2が陸地であり、2.5 km2が水に覆われている。

## 人口
2000年の国勢調査によると、ハーンドンの人口は383人であり、173世帯、106家族が居住している。人口密度は 1平方キロメートルあたり184.8人である。192軒の家があり、1平方キロメートルあたり92.7軒の家が建っている。町の人種構成は、97.91%が白人、1.83%が黒人ないしアフリカ系アメリカ人、0.00%がアメリカ先住民、0.00%がアジア人、0.00%が太平洋諸島系、0.00%がその他の人種であり、0.26%は混血である。人口の0.00%はラテン系である。
全世帯の20.2%には18歳未満の子供が同居しており、56.1%は夫婦で一緒に生活している。4.0%は夫のいない女性が世帯主であり、38.2%は独身である。全世帯の34.7%は一人暮らしであり、18.5%が65歳以上である。平均世帯人数は2.21人、平均家族人数は2.83人である。
ハーンドンの人口は、18.5%が18歳未満、18歳以上24歳以下が7.0%、25歳以上44歳以下が27.9%、45歳以上64歳以下が24.5%、65歳以上が21.9%である。年齢の中央値は43歳である。女性100人に対して男性は84.1人であり、18歳以上の100人の女性に対して男性は90.2人である。
町の1世帯あたりの平均収入は37,750ドルであり、1家族あたりの平均収入は44,063ドルである。男性の平均収入が29,875ドルに対し、女性の平均収入は17,969ドルである。1人あたりの収入は23,156ドルである。人口の9.4%（全家族の5.7%）が極貧層である。18歳以下の住民の9.1%、65歳以上の住民の22.1%は貧しい生活を送っている。